# ريتشارد هورتون
ريتشارد هورتون (بالإنجليزية: Richard Horton)‏ هو صحفي وطبيب بريطاني، ولد في 29 ديسمبر 1961.